# Suárez (Tolima)
Suárez – miasto w Kolumbii, w departamencie Tolima.